# Martino Melis
Martino Melis (Cagliari, 24 novembre 1973) è un allenatore di calcio ed ex calciatore italiano, di ruolo ala.

## Carriera

### Giocatore
Ha iniziato la propria carriera da calciatore all'Olbia, in Serie C2. Nel 1989 è passato all'Empoli, in Serie C1. Ha militato nelle file del club toscano per sette stagioni, totalizzando 104 presenze e 11 reti in campionato. Nel 1995 si è trasferito al Chievo, in Serie B. Ha militato nelle file del club gialloblù per tre anni, totalizzando 76 presenze e 9 reti. Nel 1998 si è trasferito al Verona. L'esperienza con il club veronese è durata otto stagioni, durante le quali ha totalizzato 146 presenze e 8 reti. Nel gennaio 2006 si è trasferito in prestito all'Arezzo, in Serie B. Rientrato al Verona nell'estate 2006, vi ha militato fino a gennaio 2007, non collezionando alcuna presenza. Il 31 gennaio 2007 è passato al Grosseto. Ha concluso la propria carriera da calciatore nel 2008, dopo una stagione alla Villacidrese.

### Allenatore
Nella stagione 2008-2009 ha allenato il Pula. Nel luglio 2009 è diventato tecnico del Sanluri, club neopromosso in Serie D. Il 23 settembre 2009 è stato sollevato dall'incarico. Nella stagione 2010-2011 ha allenato gli Allievi Nazionali dell'Empoli. Nella stagione successiva è diventato tecnico della Primavera del club toscano. Ha mantenuto l'incarico fino al termine della stagione 2012-2013. Nella stagione 2013-2014 ha lavorato come osservatore ed ha frequentato il Master UEFA Pro a Coverciano. Il 18 novembre 2014 è diventato vice allenatore dell'Ischia Isolaverde. Nel 2016 è diventato tecnico della formazione Under-16 del Cagliari. Nella stagione successiva ha assunto la guida tecnica dell'Under-17 cagliaritana. Il 5 giugno 2018 viene nominato responsabile tecnico della Primavera del Cagliari, mantenendo il ruolo di tecnico dell'Under-17. Ha mantenuto i due incarichi fino al 2020.

## Statistiche

### Presenze e reti nei club
| Stagione        | Squadra         | Campionato      | Campionato | Campionato | Coppe nazionali | Coppe nazionali | Coppe nazionali | Coppe continentali | Coppe continentali | Coppe continentali | Altre coppe | Altre coppe | Altre coppe | Totale | Totale | Totale |
| Stagione        | Squadra         | Comp            | Pres       | Reti       | Comp            | Pres            | Reti            | Comp               | Pres               | Reti               | Comp        | Pres        | Reti        | Pres   | Reti   |        |
| --------------- | --------------- | --------------- | ---------- | ---------- | --------------- | --------------- | --------------- | ------------------ | ------------------ | ------------------ | ----------- | ----------- | ----------- | ------ | ------ | ------ |
| 1988-1989       | Olbia           | C2              | 1          | 0          | CISC            | ?               | ?               | -                  | -                  | -                  | -           | -           | -           | 1+     | 0+     |        |
| 1989-1990       | Empoli          | C1              | 0          | 0          | CI+CISC         | 0+?             | 0+?             | -                  | -                  | -                  | -           | -           | -           | 0+     | 0+     |        |
| 1990-1991       | Empoli          | C1              | 4          | 0          | CI+CISC         | 0+?             | 0+?             | -                  | -                  | -                  | -           | -           | -           | 4+     | 0+     |        |
| 1991-1992       | Empoli          | C1              | 26         | 2          | CI+CISC         | 1+?             | 0+?             | -                  | -                  | -                  | -           | -           | -           | 27+    | 2+     |        |
| 1992-1993       | Empoli          | C1              | 20         | 2          | CI+CISC         | 1+?             | 0+?             | -                  | -                  | -                  | -           | -           | -           | 21+    | 2+     |        |
| 1993-1994       | Empoli          | C1              | 19+1       | 5+0        | CI+CISC         | 1+?             | 0+?             | -                  | -                  | -                  | -           | -           | -           | 21+    | 5+     |        |
| 1994-1995       | Empoli          | C1              | 24         | 1          | CISC            | ?               | ?               | -                  | -                  | -                  | -           | -           | -           | 24+    | 1+     |        |
| giu.-ott. 1995  | Empoli          | C1              | 10         | 1          | CISC            | ?               | ?               | -                  | -                  | -                  | -           | -           | -           | 10+    | 1+     |        |
| Totale Empoli   | Totale Empoli   | Totale Empoli   | 104        | 11         |                 | 3+              | 0+              |                    | -                  | -                  |             | -           | -           | 107+   | 11+    |        |
| ott. 1995-1996  | Chievo          | B               | 26         | 4          | CI              | 0               | 0               | -                  | -                  | -                  | -           | -           | -           | 26     | 4      |        |
| 1996-1997       | Chievo          | B               | 21         | 1          | CI              | 2               | 1               | -                  | -                  | -                  | -           | -           | -           | 23     | 2      |        |
| 1997-1998       | Chievo          | B               | 26         | 4          | CI              | 0               | 0               | -                  | -                  | -                  | -           | -           | -           | 26     | 4      |        |
| giu.-ott. 1998  | Chievo          | B               | 3          | 0          | CI              | 3               | 0               | -                  | -                  | -                  | -           | -           | -           | 6      | 0      |        |
| Totale Chievo   | Totale Chievo   | Totale Chievo   | 76         | 9          |                 | 5               | 1               |                    | -                  | -                  |             | -           | -           | 81     | 10     |        |
| ott. 1998-1999  | Verona          | B               | 29         | 3          | CI              | 0               | 0               | -                  | -                  | -                  | -           | -           | -           | 29     | 3      |        |
| 1999-2000       | Verona          | A               | 32         | 3          | CI              | 2               | 0               | -                  | -                  | -                  | -           | -           | -           | 34     | 3      |        |
| 2000-2001       | Verona          | A               | 22+1       | 0+0        | CI              | 1               | 0               | -                  | -                  | -                  | -           | -           | -           | 24     | 0      |        |
| 2001-2002       | Verona          | A               | 9          | 0          | CI              | 1               | 0               | -                  | -                  | -                  | -           | -           | -           | 10     | 0      |        |
| 2002-2003       | Verona          | B               | 28         | 2          | CI              | 2               | 0               | -                  | -                  | -                  | -           | -           | -           | 30     | 2      |        |
| 2003-2004       | Verona          | B               | 18         | 0          | CI              | 0               | 0               | -                  | -                  | -                  | -           | -           | -           | 18     | 0      |        |
| 2004-2005       | Verona          | B               | 1          | 0          | CI              | 0               | 0               | -                  | -                  | -                  | -           | -           | -           | 1      | 0      |        |
| 2005-gen. 2006  | Verona          | B               | 0          | 0          | CI              | 0               | 0               | -                  | -                  | -                  | -           | -           | -           | 0      | 0      |        |
| Totale Verona   | Totale Verona   | Totale Verona   | 140        | 8          |                 | 6               | 0               |                    | -                  | -                  |             | -           | -           | 146    | 8      |        |
| gen.-giu. 2006  | Arezzo          | B               | 2          | 0          | CI              | 0               | 0               | -                  | -                  | -                  | -           | -           | -           | 2      | 0      |        |
| 2006-gen. 2007  | Hellas Verona   | B               | 0          | 0          | CI              | 0               | 0               | -                  | -                  | -                  | -           | -           | -           | 0      | 0      |        |
| gen.-giu. 2007  | Grosseto        | C1              | 1          | 0          | CISC            | ?               | ?               | -                  | -                  | -                  | -           | -           | -           | 1+     | 0+     |        |
| 2007-2008       | Villacidrese    | D               | ?          | ?          | CISD            | ?               | ?               | -                  | -                  | -                  | -           | -           | -           | ?      | ?      |        |
| Totale carriera | Totale carriera | Totale carriera | 324+       | 28+        |                 | 14+             | 1+              |                    | -                  | -                  |             | -           | -           | 338+   | 29+    |        |

## Palmarès

### Calciatore

#### Club

##### Competizioni nazionali
- Serie B: 1

Verona: 1998-1999